# Walter Freytag (Theologe)
Walter Freytag (* 28. Mai 1899 in Neudietendorf; † 24. Oktober 1959 in Heidelberg) war ein deutscher evangelisch-lutherischer Theologe, Missionar und Hochschullehrer.

## Leben

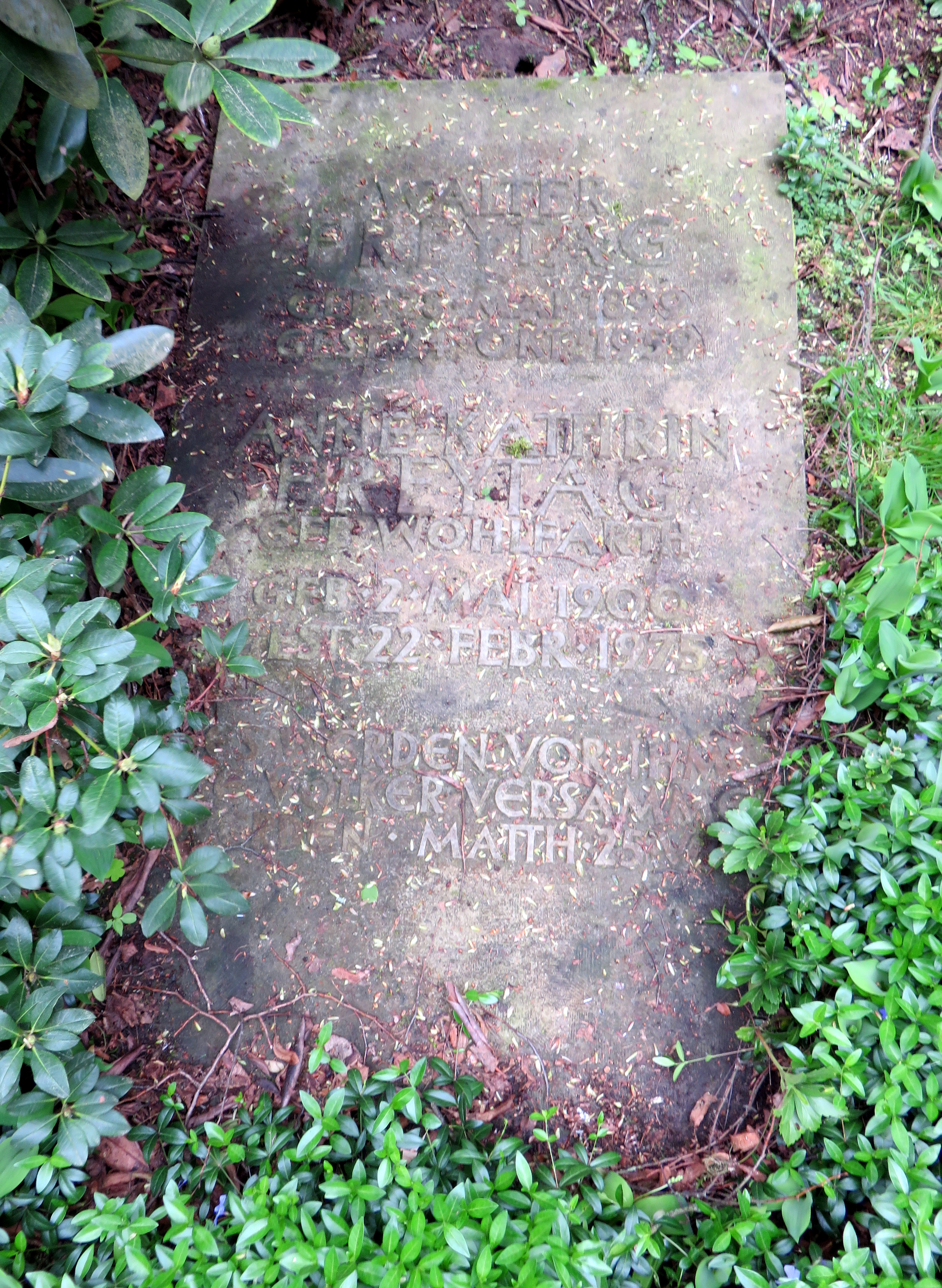
Grabplatte Walter Freytag auf dem Friedhof Ohlsdorf

Freytag studierte Evangelische Theologie in Tübingen, Marburg und Halle. Nach Ablegung der beiden theologischen Examina promovierte er in Hamburg zum Dr. phil. 1926 trat er in den Dienst der Mission. 1928 wurde er Direktor der Deutschen Evangelischen Missionshilfe in Berlin. Seit 1929 war er beauftragter Dozent für Missionswissenschaft in Kiel und Hamburg sowie Missionsdirektor der Kirchen in den Hansestädten. Im November 1933 unterzeichnete er das Bekenntnis der deutschen Professoren zu Adolf Hitler.
1943 aus politischen Gründen mit Lehrverbot belegt, konnte er 1945 seine Tätigkeit als Honorarprofessor in Hamburg wieder aufnehmen. Mit der Einrichtung der Evangelisch-theologischen Fakultät der Universität Hamburg 1953 wurde er Ordinarius für Missionswissenschaft und ökumenische Beziehungen der Kirchen. Er war Vorsitzender des Deutschen Evangelischen Missionsrates (seit 1946), Vizepräsident des Internationalen Missionsrats und seit 1954 Vorsitzender der Studienabteilung des Ökumenischen Rates der Kirchen.
Walter Freytag wurde in Hamburg auf dem Friedhof Ohlsdorf im Bereich der „Bischofskuhle“ im Planquadrat AA 7-8 an der Norderstraße südlich Kapelle 8 beigesetzt.
Theologisch war Walter Freytag ein Vertreter des heilsgeschichtlichen Missionsverständnisses. Er definiert Mission folgendermaßen: In der Mission versteht sich die Kirche als die Aktion Gottes zwischen Auferstehung und Wiederkunft. Durch dieses Handeln unter der Botschaft von der Herrschaft dessen, der für uns gestorben und auferstanden ist, werden Menschen zur Buße gerufen und durch die Taufe zu seinem Volk gesammelt. […] Nichts kann im biblischen Sinn Mission genannt werden, das nicht […] auf Bekehrung und Taufe abzielt.

## Schriften (Auswahl)
- Die junge Christenheit im Umbruch des Ostens. Vom Gehorsam des Glaubens unter den Völkern, 1938
- Blick über die Grenzen. Zur Lage der Weltmission, 1946
- Der große Auftrag, 1948
- Mission zwischen Gestern und Morgen. Vom Gestaltwandel der Weltmission der Christenheit im Licht der Konferenz des Internationalen Missionsrates, 1952
- Weihnachtsglaube und Weihnachtssitte in aller Welt, hrsg. mit Hans Jürgen Schultz, 1956
- Das Rätsel der Religionen und die biblische Antwort, 1956
- Kirchen im neuen Asien. Eindrücke einer Studienreise, 1958
- Reden und Aufsätze, hrsg. aus dem Nachlaß von Jan Hermelink, Hans Jochen Margull, 2 Bde., 1961